# Шнейдерман, Моисей Израилевич
Моисей Израилевич Шнейдерман (Виктор Крайний) (1898—1918) — революционер, секретарь краевого комитета РКП(б) СКСР, член Реввоенсовета 11-й армии РККА.

## Биография
Родился в еврейской семье.
2 июля 1918 года в Екатеринодаре состоялся Северо-Кавказский съезд РКП(б), которым руководил чрезвычайный комиссар Юга России Г. К. Орджоникидзе. Съезд приял решение об объединении партийных организаций Кубани, Ставрополья и Терека в единую партийную организацию и избрал единый партийный комитет, в который вошли Г. К. Орджоникидзе, С. М. Киров, А. И. Рубин (1886—1918) и другие. Председателем избран Виктор Крайний (Моисей Израилевич Шнейдерман).
21 октября 1918 в Пятигорске главком 11-й армии И. Л. Сорокин приказал арестовать и расстрелять группу руководителей Северо-Кавказской Советской Республики: председателя республиканского ЦИК А. И. Рубина, секретаря крайкома РКП(б) М. И. Крайнего, председателя фронтовой ЧК Б. Г. Рожанского, уполномоченного ЦИК по продовольствию С. А. Дунаевского. В тот же день руководители СКСР были арестованы в гостинице «Бристоль» в Пятигорске и убиты конвоем по дороге в тюрьму.

## Память
- Улица Крайнего в Пятигорске[3].
- На склоне горы Машук место его гибели с соратниками увековечено обелиском.
- Глава Краснодара В. Л. Евланов выступил за возвращение дореволюционного названия Екатеринодар, в связи с этим казаки Горячеводской общины начинают кампанию за возвращение исторических названий улицам Пятигорска и Горячеводска[4].